# کرکبود
کرکبود [karkabud] روستایی کوهستانی در بخش بالا طالقان شهرستان طالقان است. در فاصله 14 کیلومتری شمال شرق طالقان و در ضلع شمالی رودخانه شاهرود و جاده سراسری شرقی-غربی طالقان قرار دارد. 
روستای کرکبود از روستاهای تاریخی طالقان است. نمونه سفال‎های یافته شده از بدنه جاده داخلی روستا و نیز پی‎های کنده شده برای بنای خانه در چند نقطه از ده این امر را به اثبات می‎رساند. بیشتر سفال‌های دیده شده به سده‌های میانی اسلام، به ویژه چهار و پنج هجری بازمی‌گردد. 
کرکبود روستایی است که مردم ‏آن مسلمان و شیعه دوازده امامی هستند.  مردم روستا سالانه مراسم مذهبی را در مسجد و امام‌زاده روستا برگزار می‌کنند.
این روستا دارای  آب، برق، تلفن، گاز و جاده آسفالت است. گردشگران بسیاری سالانه به این روستا می‌آیند.

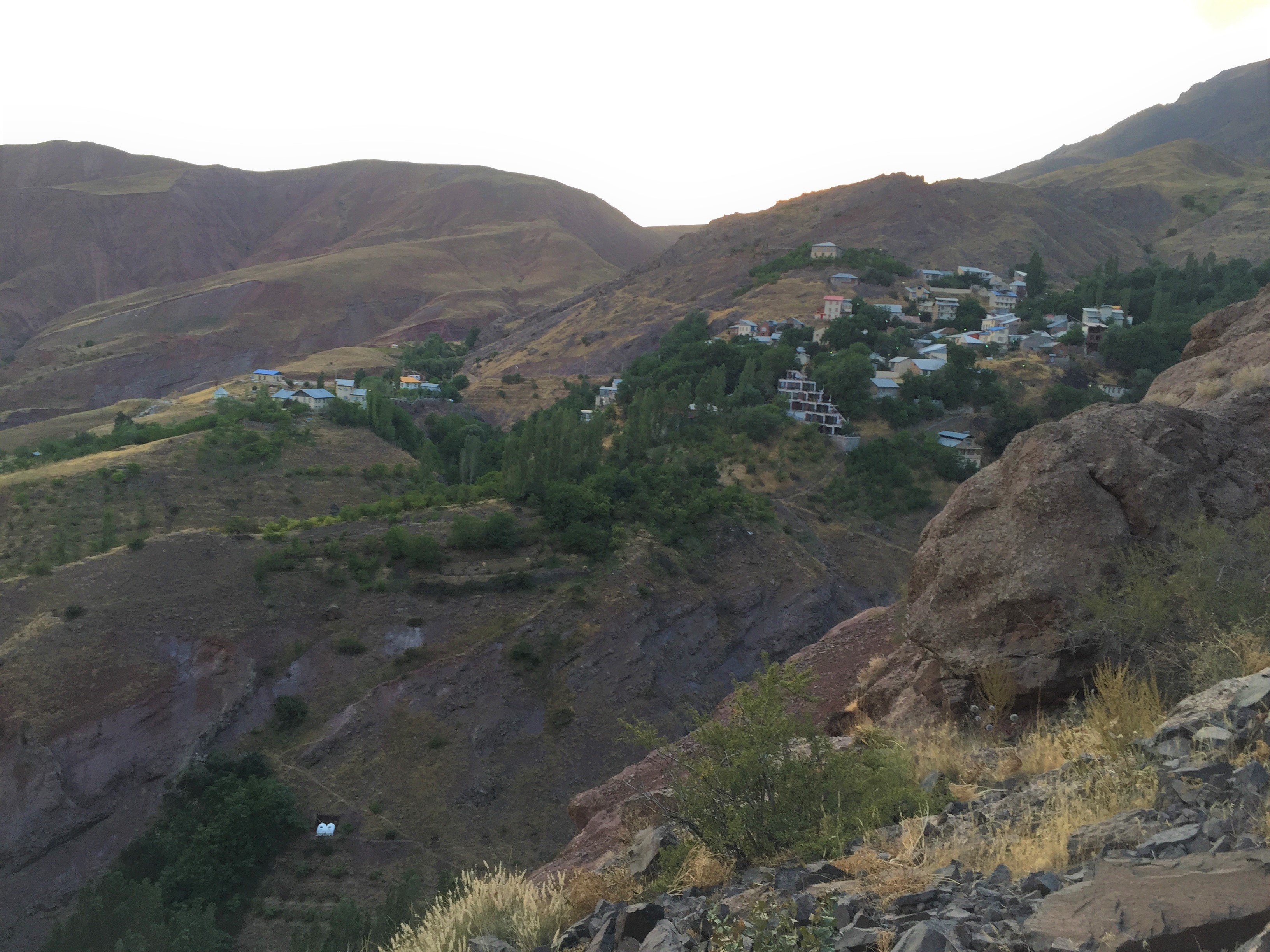
کرکبود

## نام
نزد اهالی روستا دو روایت وجود دارد: سنگ به زبان محلی [ker] نامیده می‌شود. نام روستا می‌تواند برگرفته از رنگ کبود سنگ‌های روستا باشد که جلوه‌ای یگانه به کوه‌های این منطقه داده‌است؛ و دیگری برگرفته از نام دو اسب (کهر و کبود) است که به محمد حنفیه و یارانش تعلق داشته‎است. با گذشت زمان و تغییر تدریجی آوایی برای آسانی خوانش، به کرکبود تغییر یافته‌است. 

## پیشینه تاریخی طالقان
پیشینه منطقه طالقان به روزگاران بسیار کهن بازمی‎گردد. 
مردمان فقیر ، نیرومند و دلیر نواحی شمال ایران به نام مارد یا امارد که در آغاز در بیشتر کشورهای آسیای باختری پراکنده بوده‎اند و به تدریج به دلیل فشار قبایل مختلف در منطقه‎ای متمرکر شدند. آنها چادرنشین و بیابان‎گرد بوده‎اند که در درون غارها و شکاف کوه‎ها زندگی می‎کرده‎اند.  برخی از تاریخ‎دانان سه طایفه تپوری، گیل و کادوزی را شعبه‎ای از مارد می‎‏دانند. این گروه از اوایل سده ششم پیش از میلاد استقلال داشته و از هیچ یک از پادشاهان پیش و پس از اسلام پیروی نکرده‎اند. حدود سرزمین آنها از خاور به گرگان و خراسان، از شمال به دریای خزر و از باختر به لنکران و از جنوب خاوری به سمنان و دامغان و بسطام و از جنوب باختری به قزوین محدود می‌گردید.
تیره دیلم در کوهستان های جنوبی که اکنون رودبار، الموت و طالقان معروف است زندگی می‎کردند. وسعت طالقان بیش از محدوده جغرافیای کنونی بوده‎است.
پس از اسلام از زمان تأسیس حکومت اسماعیلیان تا مشروطه مردم طالقان نقش به سزایی در تاریخ سرزمینمان داشته‌اند.

## جغرافیا

### آب و هوا
این منطقه کوهستانی است. در بهار و پاییز سرد، در تابستان خنک و در زمستان بسیار سرد است و برف‌های سنگین می‎بارد. 
آب روستا از چشمه‌ای بر فراز کوه منطقه‎ای به نام نیزه بزه جا [nize-bæze-jā] تأمین می‎شود. 
آب کوه‎های کرکبود به ویژه کوه سات در رودخانه‎ کرکبود می‎ریزد که یکی از هشت رودخانه‌ (رودخانه بادسر، عالی‎زن، ناریان، بایزن، مرجان، کرکبود، مامشکه در، البرز رود) تشکیل دهنده شاهرود طالقان است. رودخانه شاهرود از ارتفاعات خاوری طالقان سرچشمه گرفته به سوی باختر سرازیر می‎شود که در نهایت به طارم و سفید رود می‎پیوندد.
از سال 1381 که سد طالقان گشایش یافت آب شاهرود نخست پشت مخزن سد انباشته می شود و سپس دشت قزوین و بخشی از آب آشامیدنی شهر کرج  و تهران را تأمین می‌کند. 

### غارهای طبیعی
اُسکول [oskul]
در شمال گُر و بالا دست شمال‌غرب آبریز آبشار، غاری باستانی به نام اُسکول با مناظر و جایگاهی بکر مناسب برای طبیعت‌گردی است.

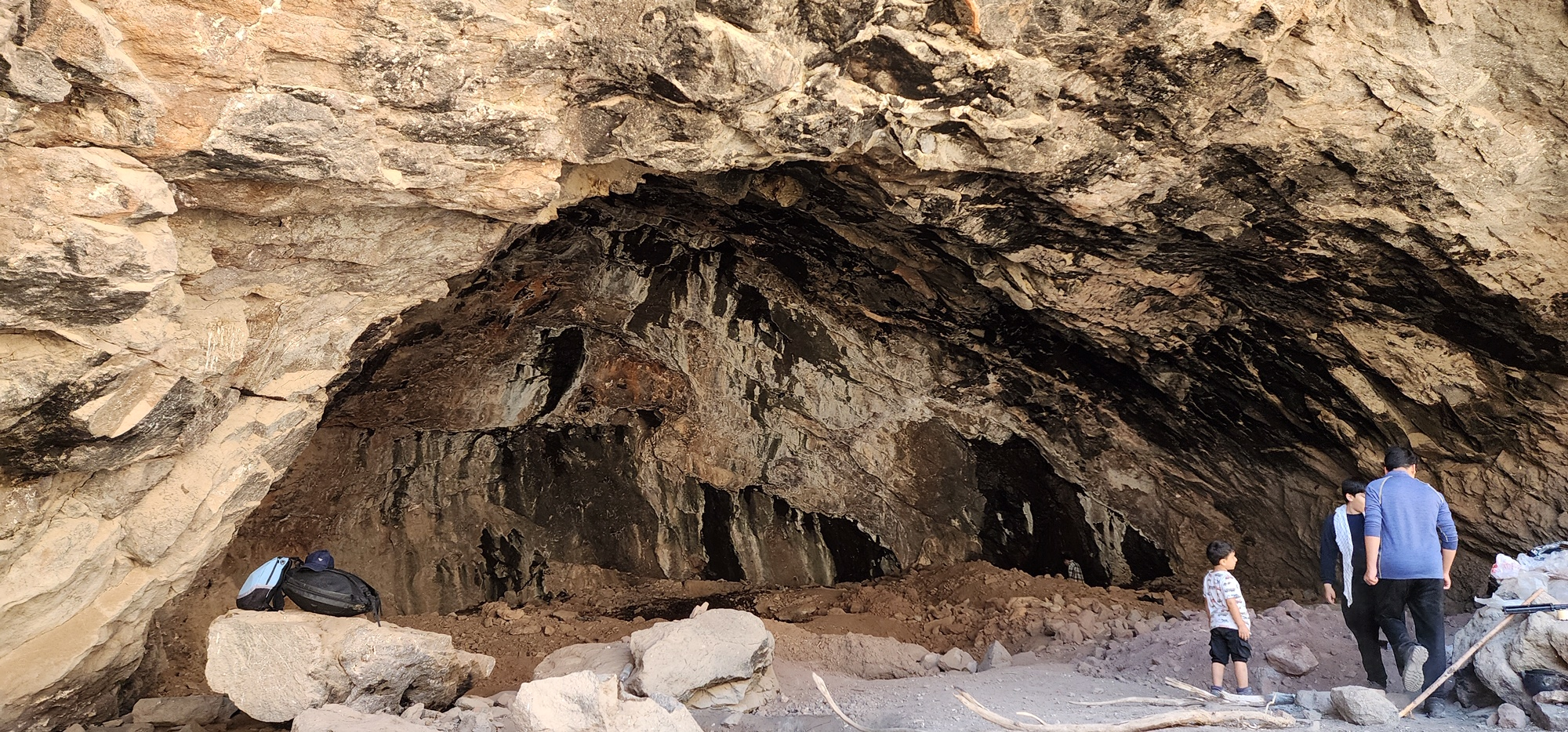

#### یخچال
در دل کوه‌های غربی روستا غاری به این نام قرار دارد که به دلیل سرمای زیاد در دل آن یخ‎های دائمی است. پیشترها جوانان برنای روستا برای جشن عروسی بامدادان به این غار رفته و قطعات بزرگ یخ به روستا می‎آوردند.

### گونه های گیاهی

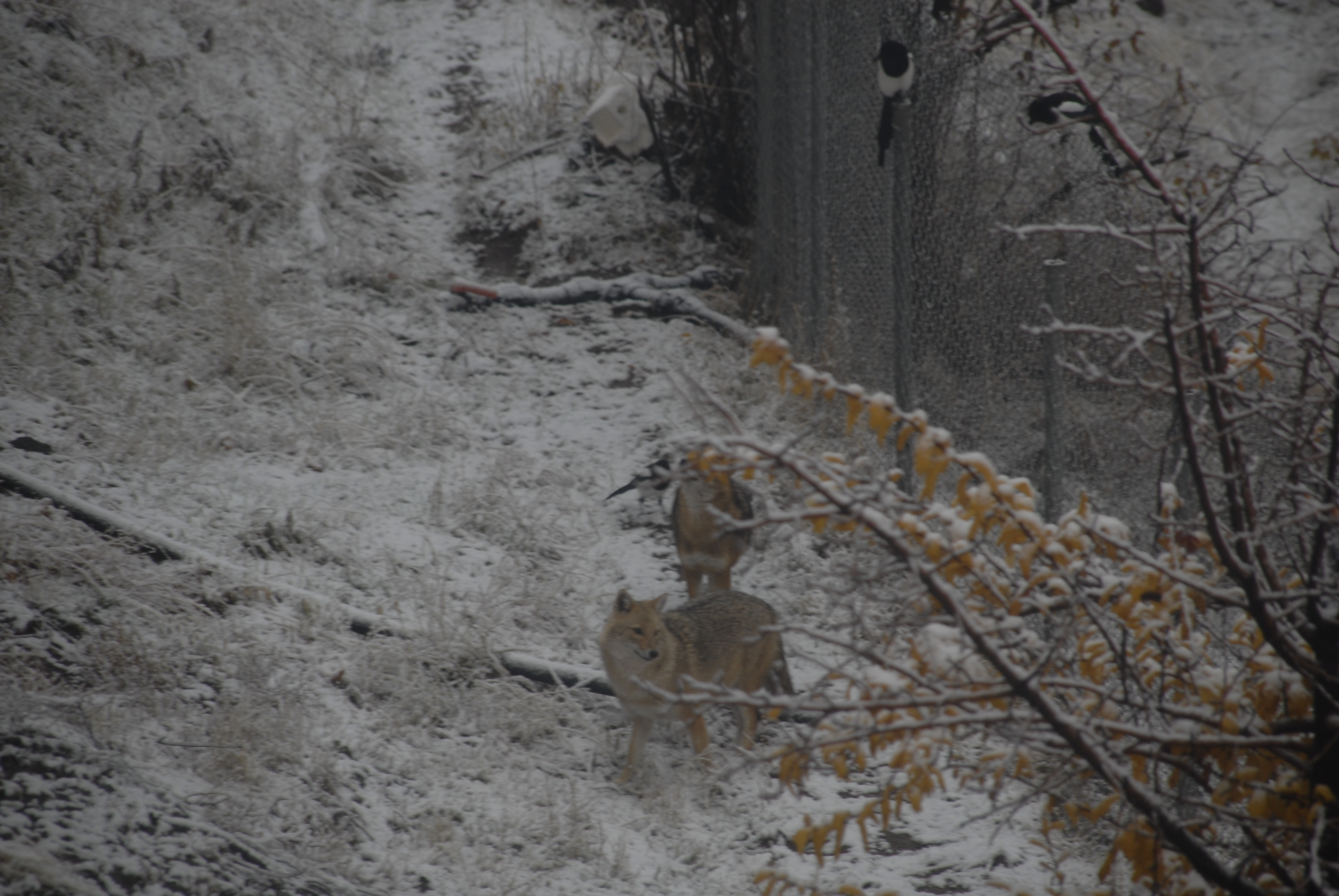
روباه در گردش زمستانی

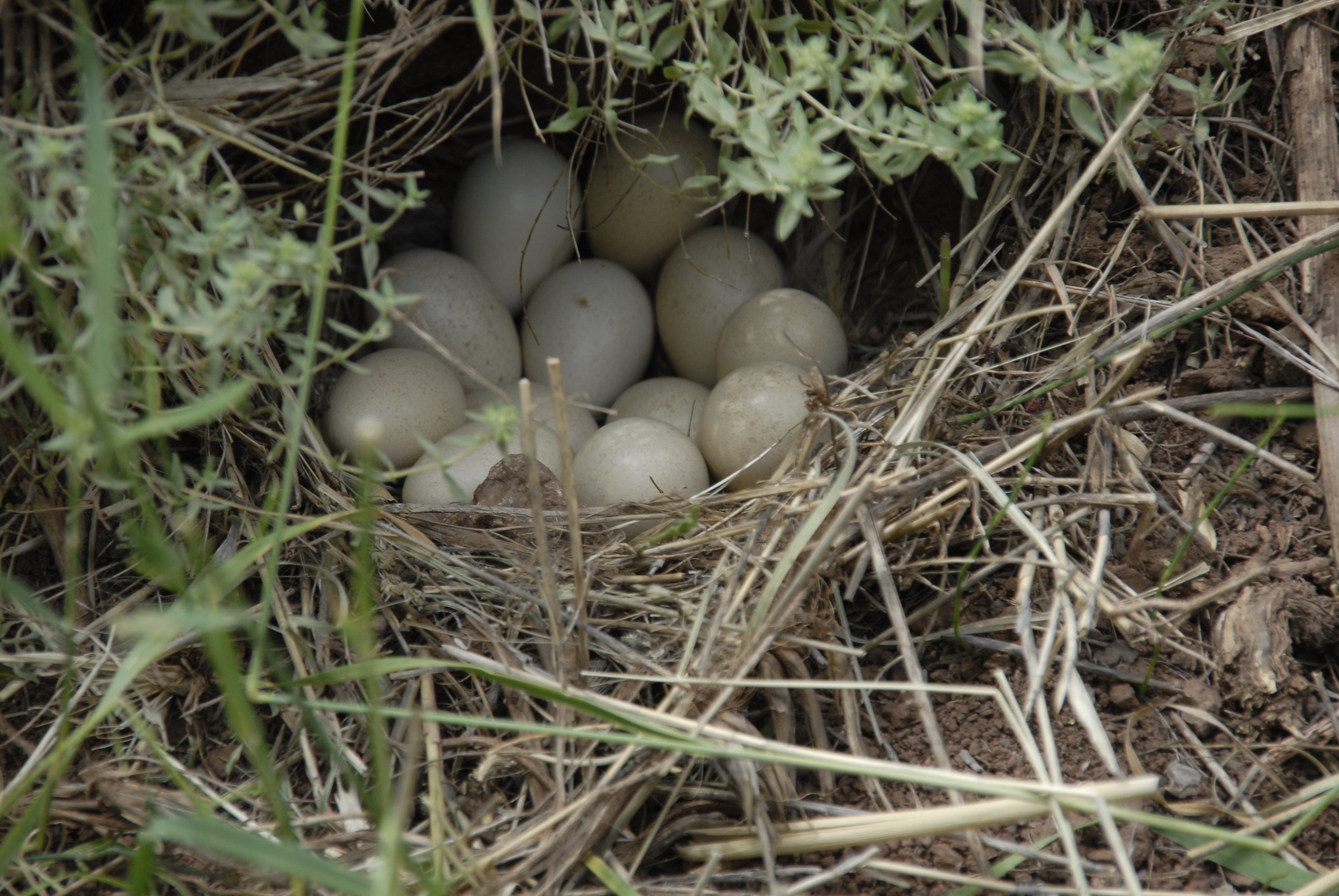
تخم کبک در زیر بوته‌های کوهستان

منطقه طالقان از پوشش گیاهی متنوعی برخوردار است که بسیاری از آنها گیاهان دارویی هستند. کرکبود و کوه‎های آن نیز یکی از مناطق غنی طالقان هستند. شماری از نام‎های محلی گیاهان : آلهو، اسب سم، الرگ، بز تیغ، بویان، پاله، تلخه، جارو، جارو سفید، چرند، دابه،دوجال، زربه، زوروه (آویشن)، سگ تیغ، سیرک، شیرین بیان، شیر توئن، قیاق، کُما[7]، کنگر، کوشیل، گُرز، مندوس، وراون، یونجه دیمی و ...
گیاهان دارویی چون:آتک (والک)، آویشن یا کاکوتی،اسپرزه، اسطوخودوس، بارهنگ،  بابونه، پونه، پنیرک، پیازچه کوهی، تاجریزی، ثعلب، خاک شیر، خارخاسک، ختمی، ریواس، زربه، زرپیچ، زرشک، سریش، سماق، شورک، غازی یاغا، کمان گوشت (قارچ کوهی)، کنگر، گاو زبان، گزنه، گلپر، گوساله داش، نعنای کوهی، وارنکو، ورگردان، همیشه بهار و ...
گیاهان با مصرف صنعتی: الوارس ( مصرف صنعتی برای استخراج رنگ سبز)، روناس
گونه‌های جانوری

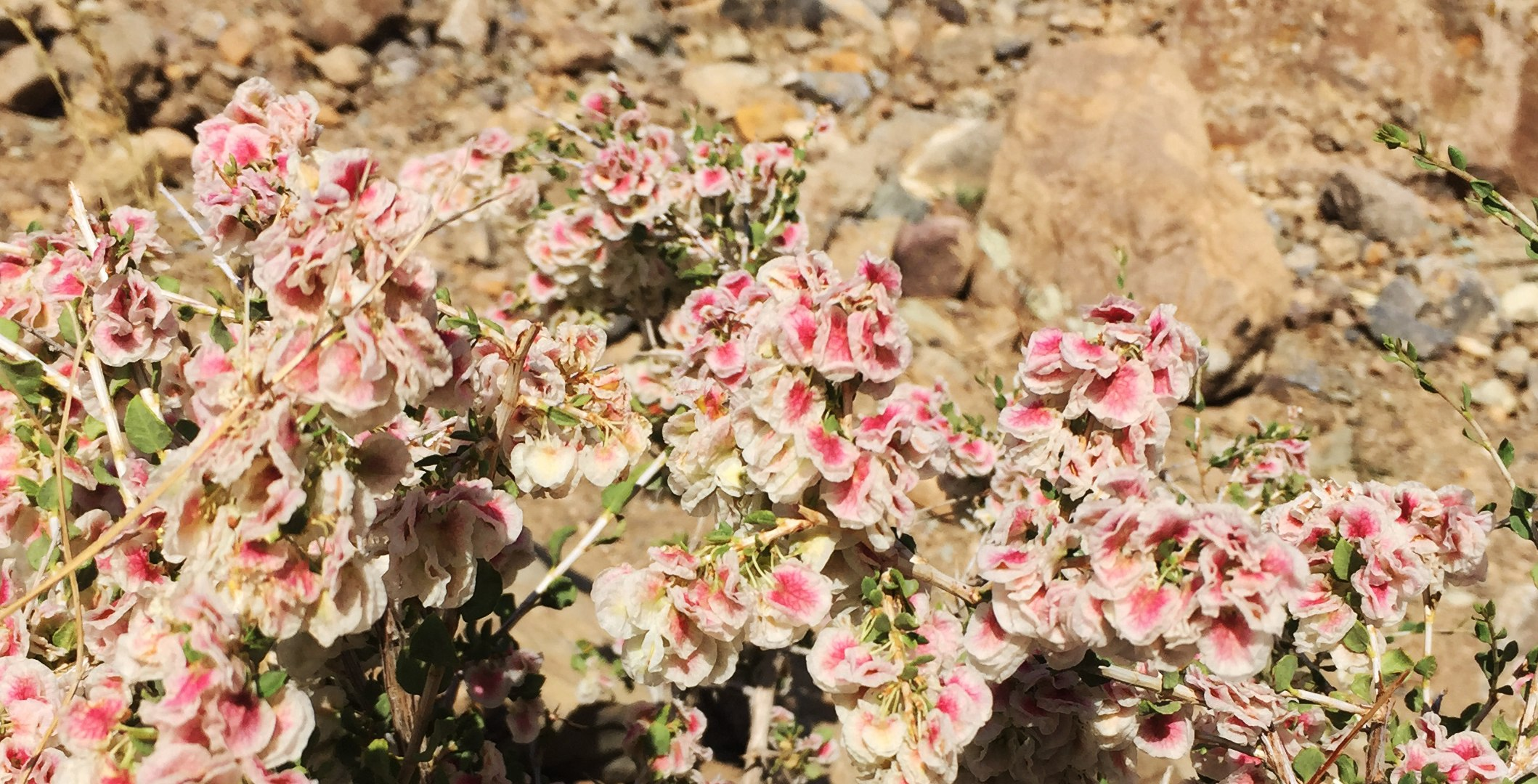
گیاهان خودرو بومی

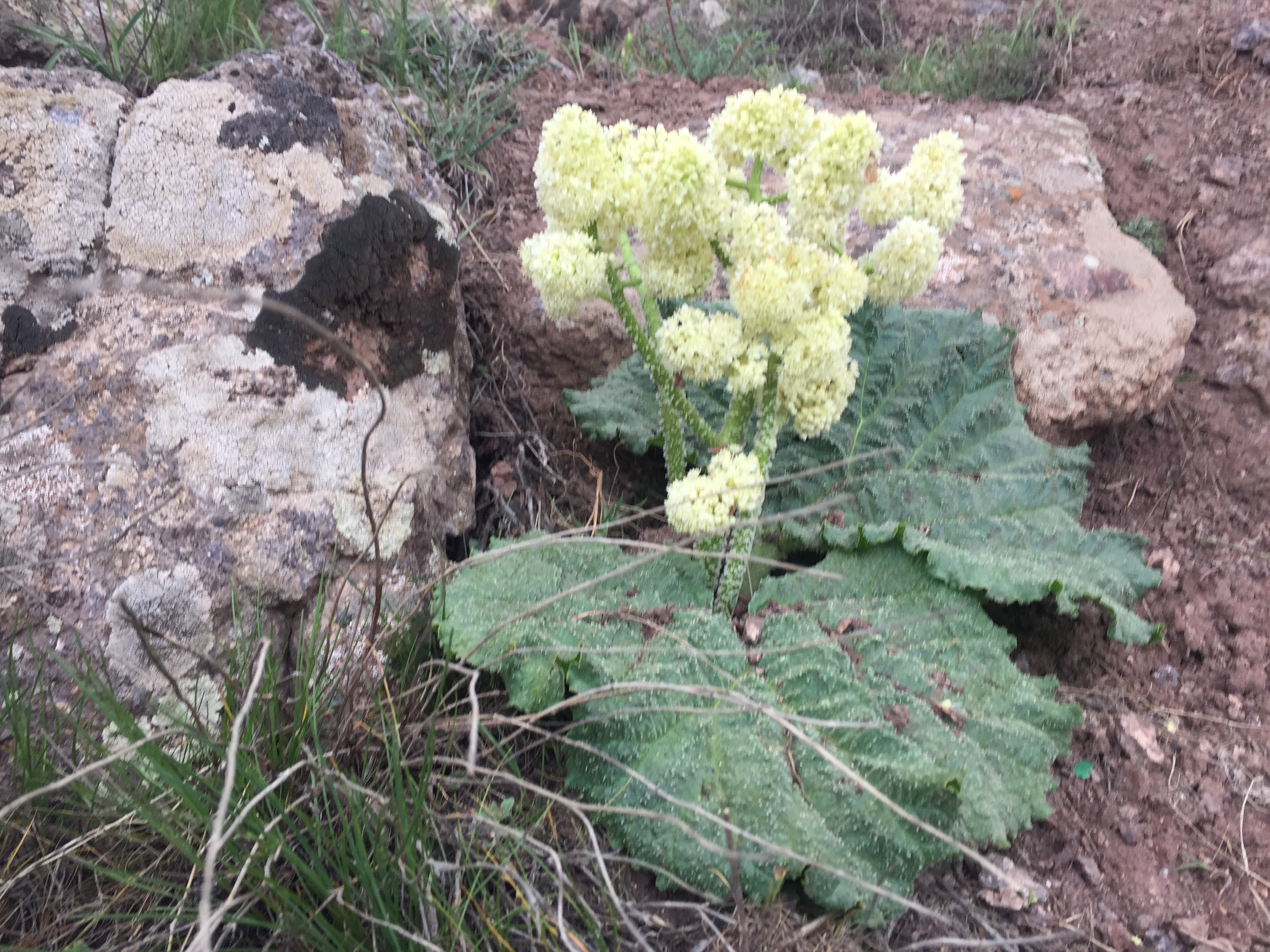
ریواس

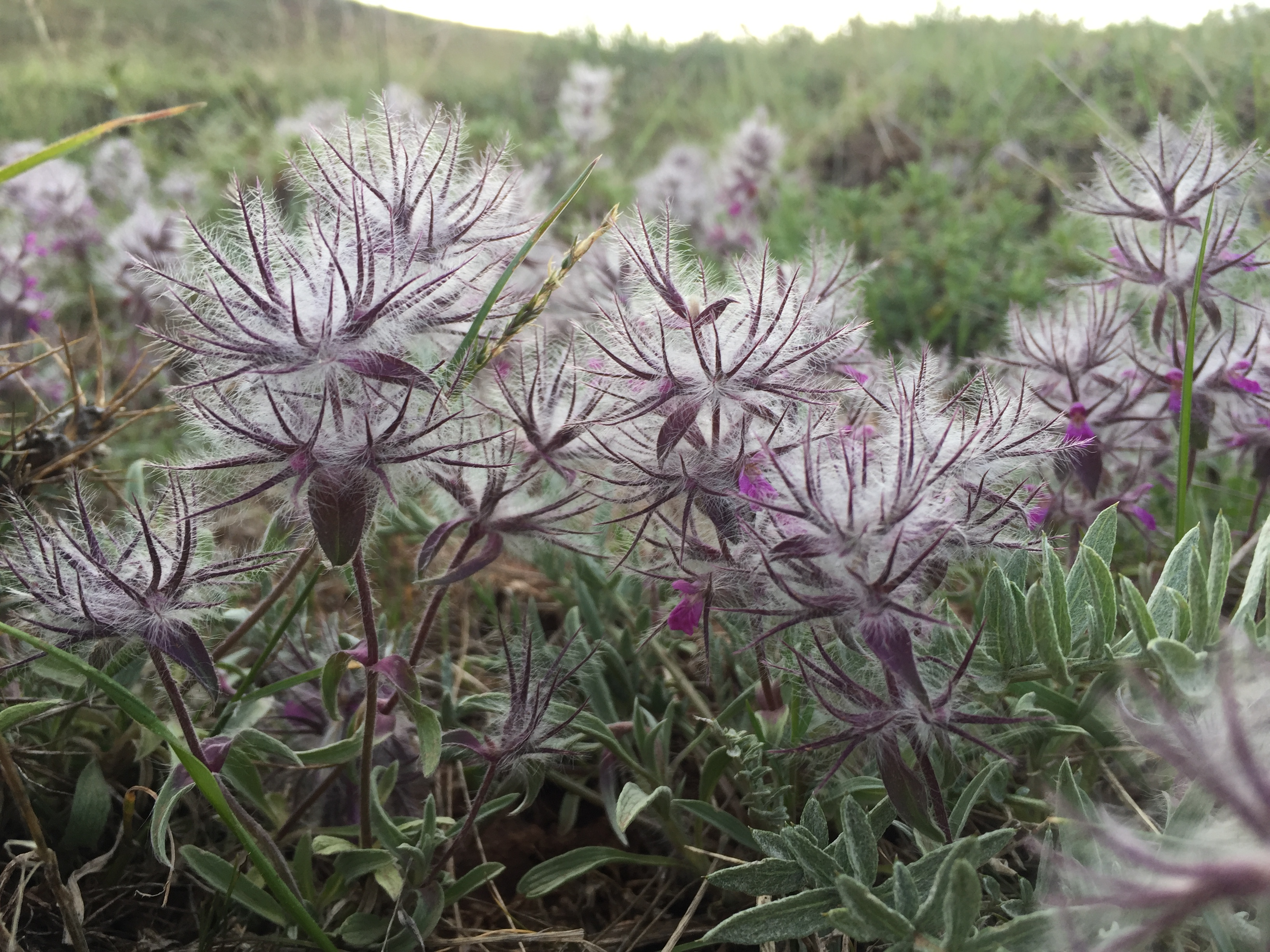
چای کوهی

گیاهان خودرو بومی

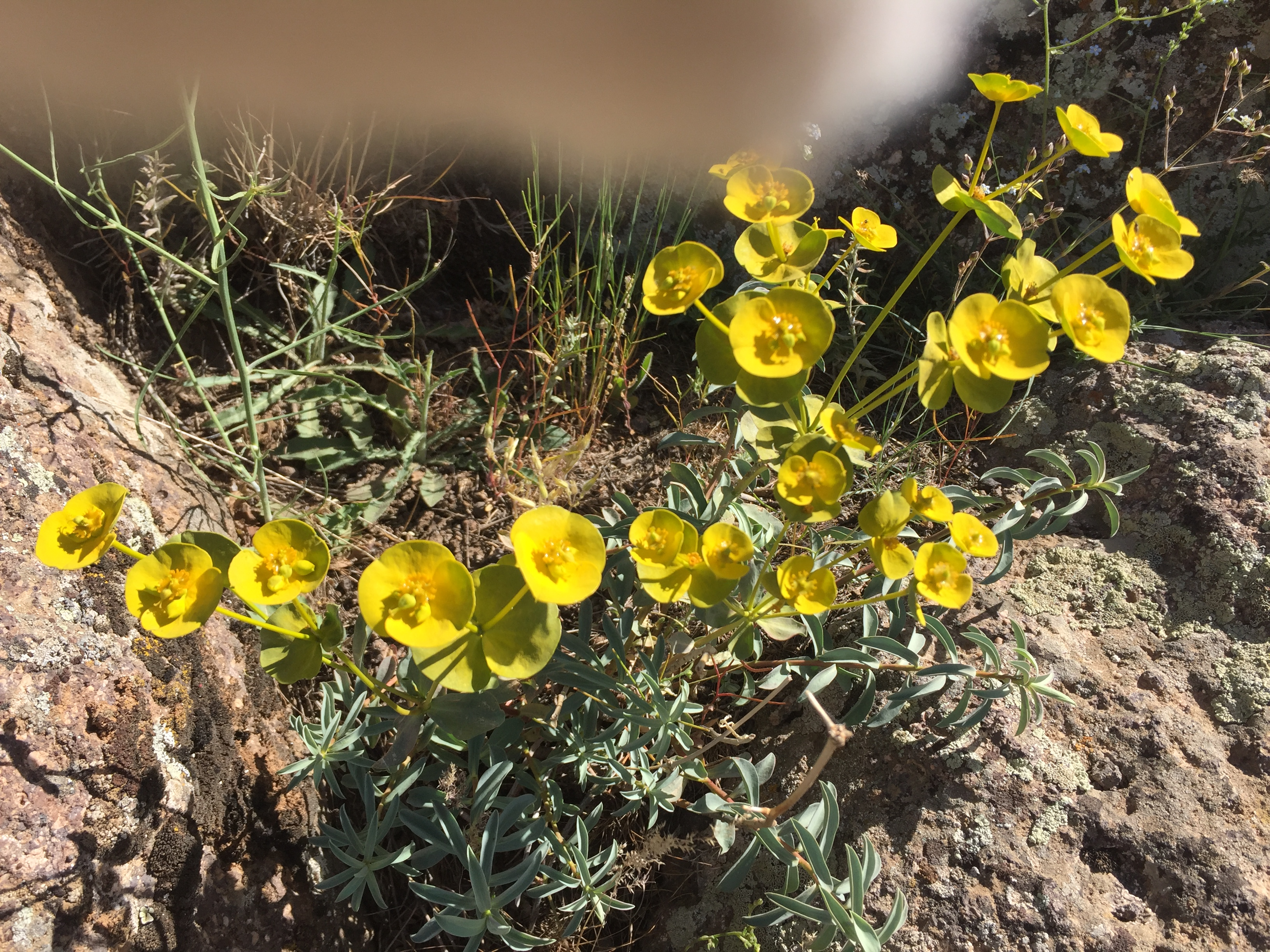
گیاهان خودرو بومی

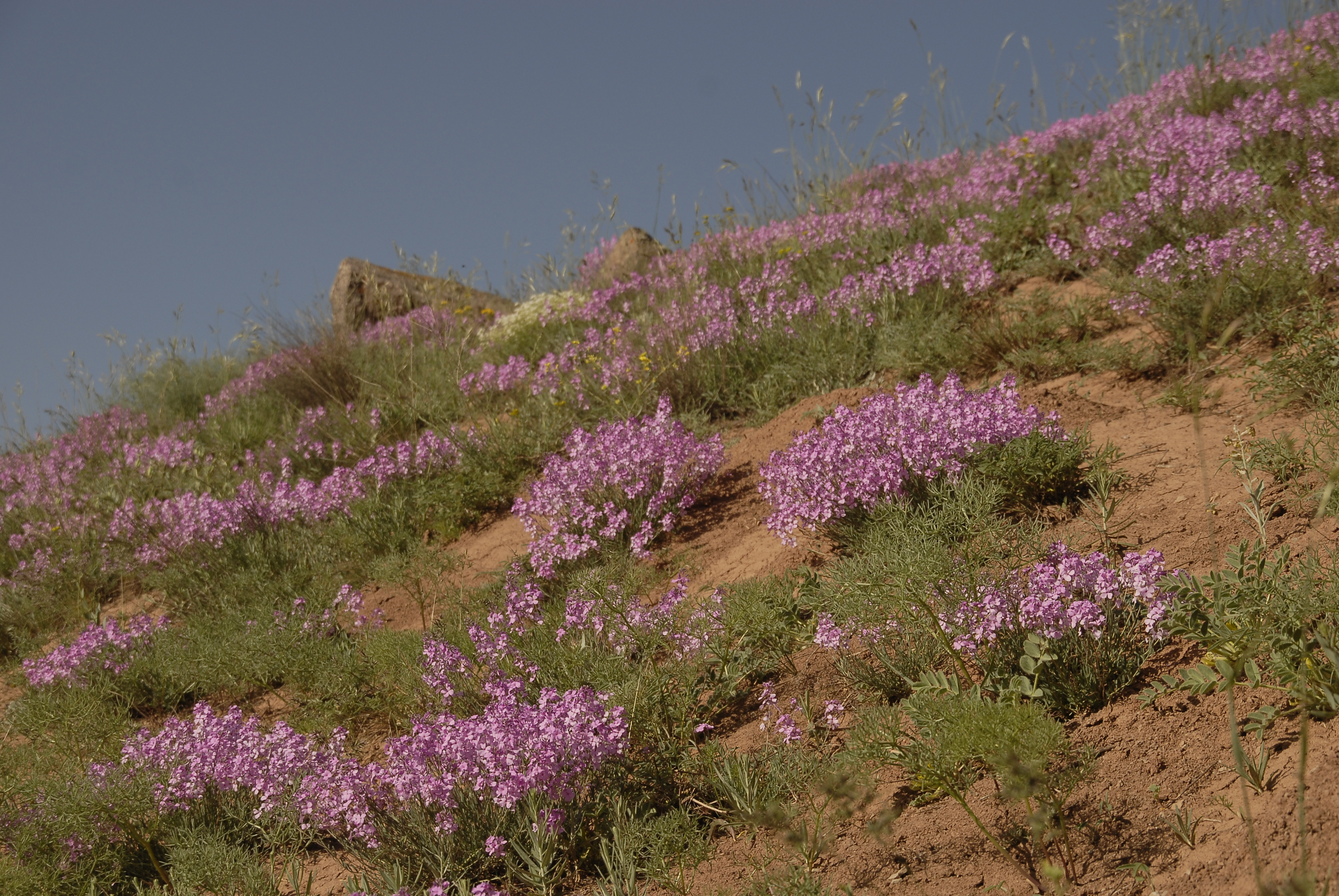
گل‌های وحشی بر فراز شاکویی کله [ʃãko-i-kale

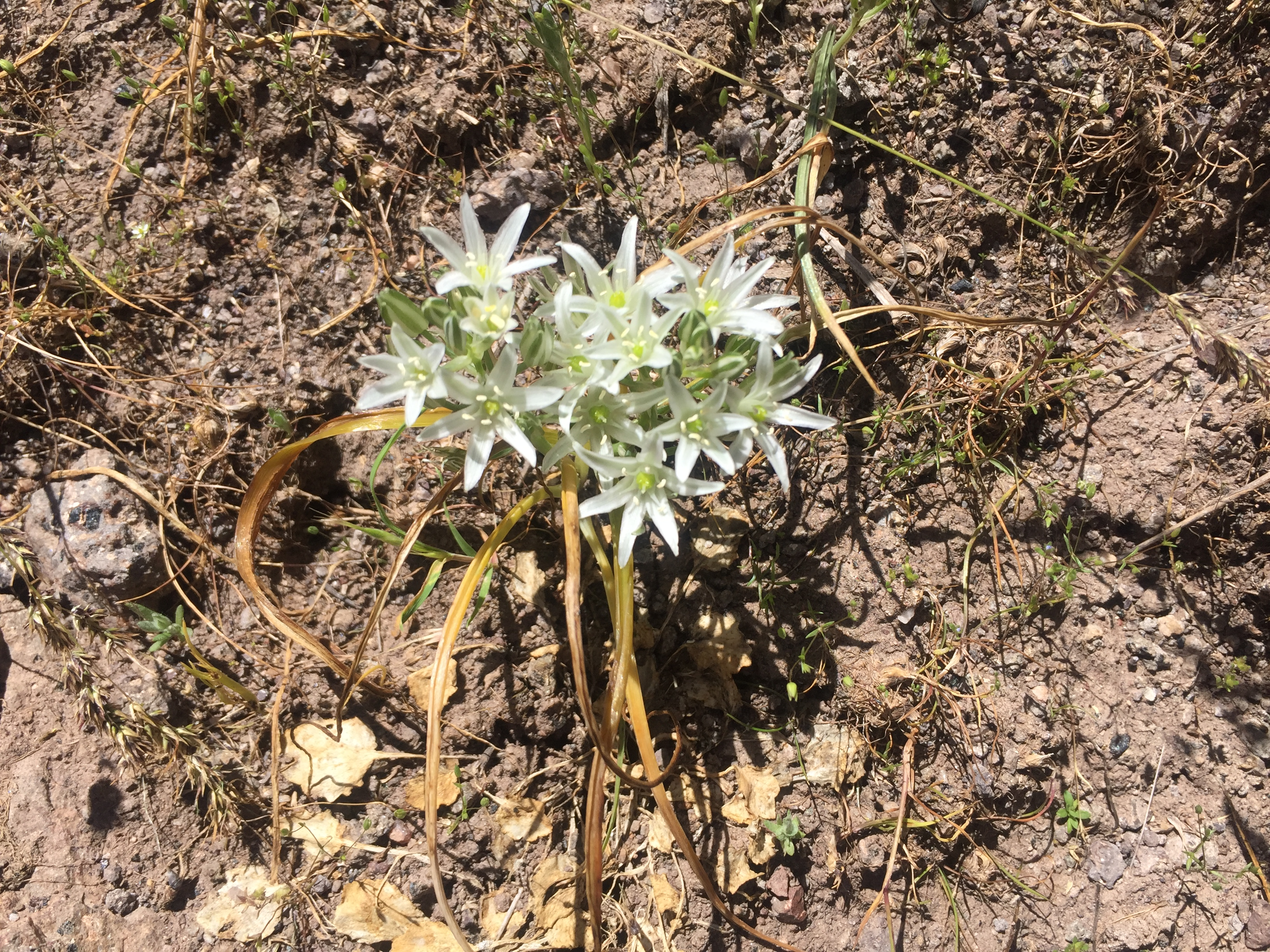
گیاهان خودرو بومی

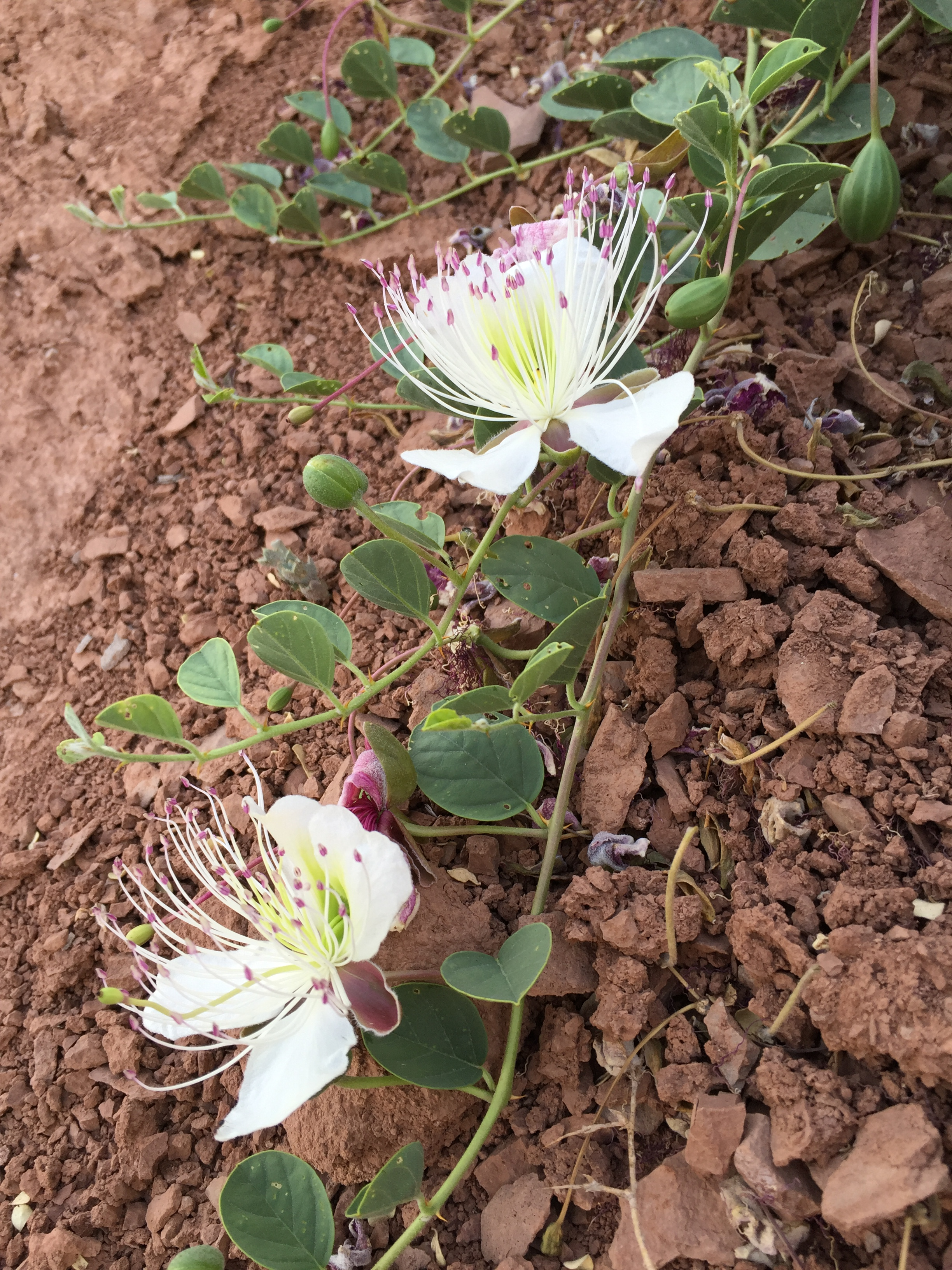
گیاهان خودرو بومی

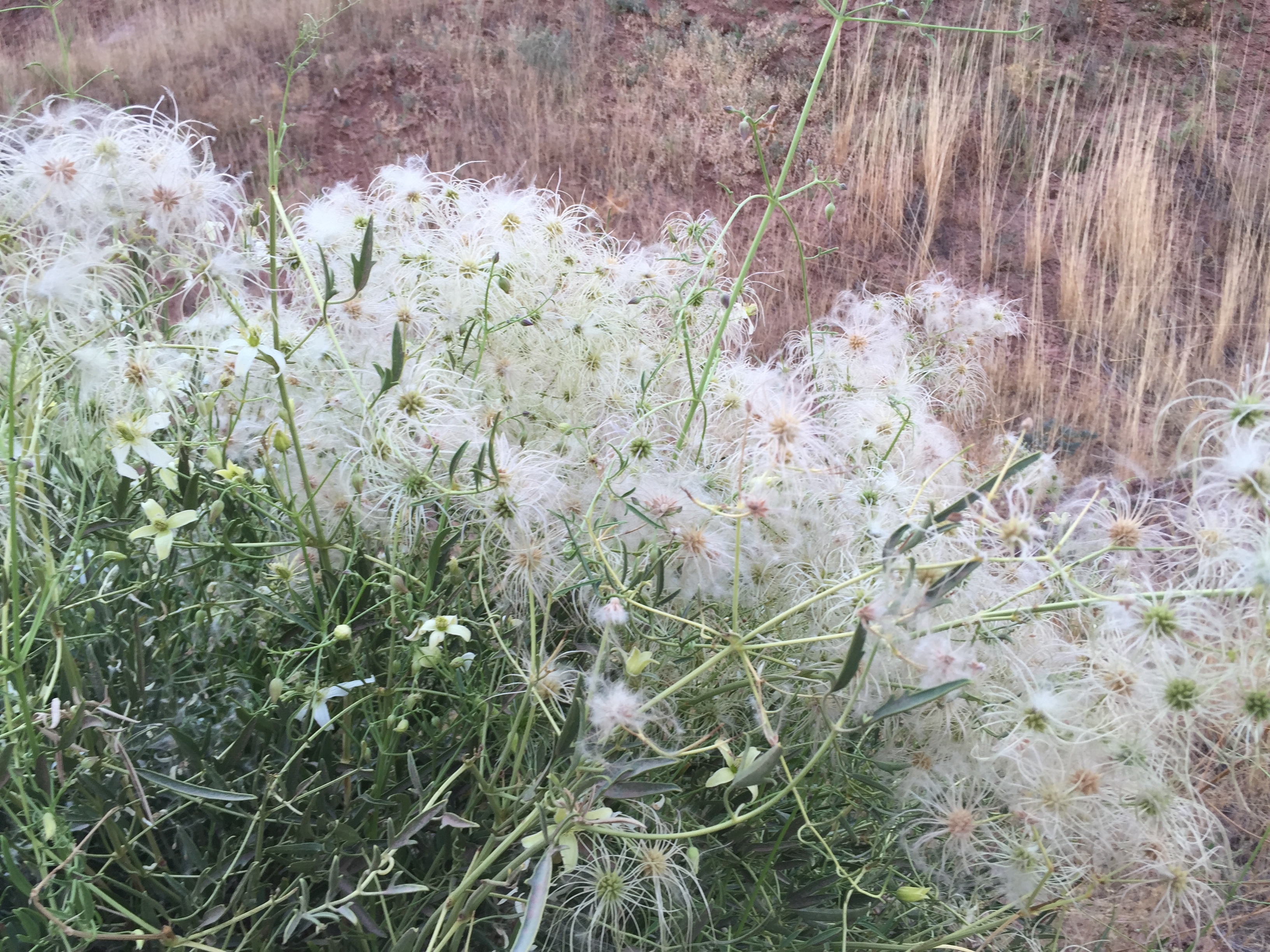
گیاهان خودرو بومی

طالقان گونه‎های متنوع جانوری و گاه نادر دارد. سازمان حفاظت محیط زیست لازم است با  توجه به گونه‌های کمیاب و در خطر این منطقه، توجه بیشتری به مراتع و کوهستان‎های طالقان داشته باشد. 
گونه‎های شاخص جانوری طالقان: خرس قهوه ای، پلنگ، سیاه‎گوش، گربه وحشی، کل و بز، گرگ، کفتار راه راه، روباه، شغال، گراز، خرگوش و تشی
پرندگان: بلبل، بلبل کوهی، بلدرچین، پرستو، کبک، کبک دری، کشکریت [koʃkirit] (زاغی)
انواع پرندگان مهاجر: پری شاهرخ، غاز، لک لک، مرغابی 

پرندگان شکاری و لاشخور: دلیجه، دال، سارگپه، کرکس، عقاب طلایی، هما

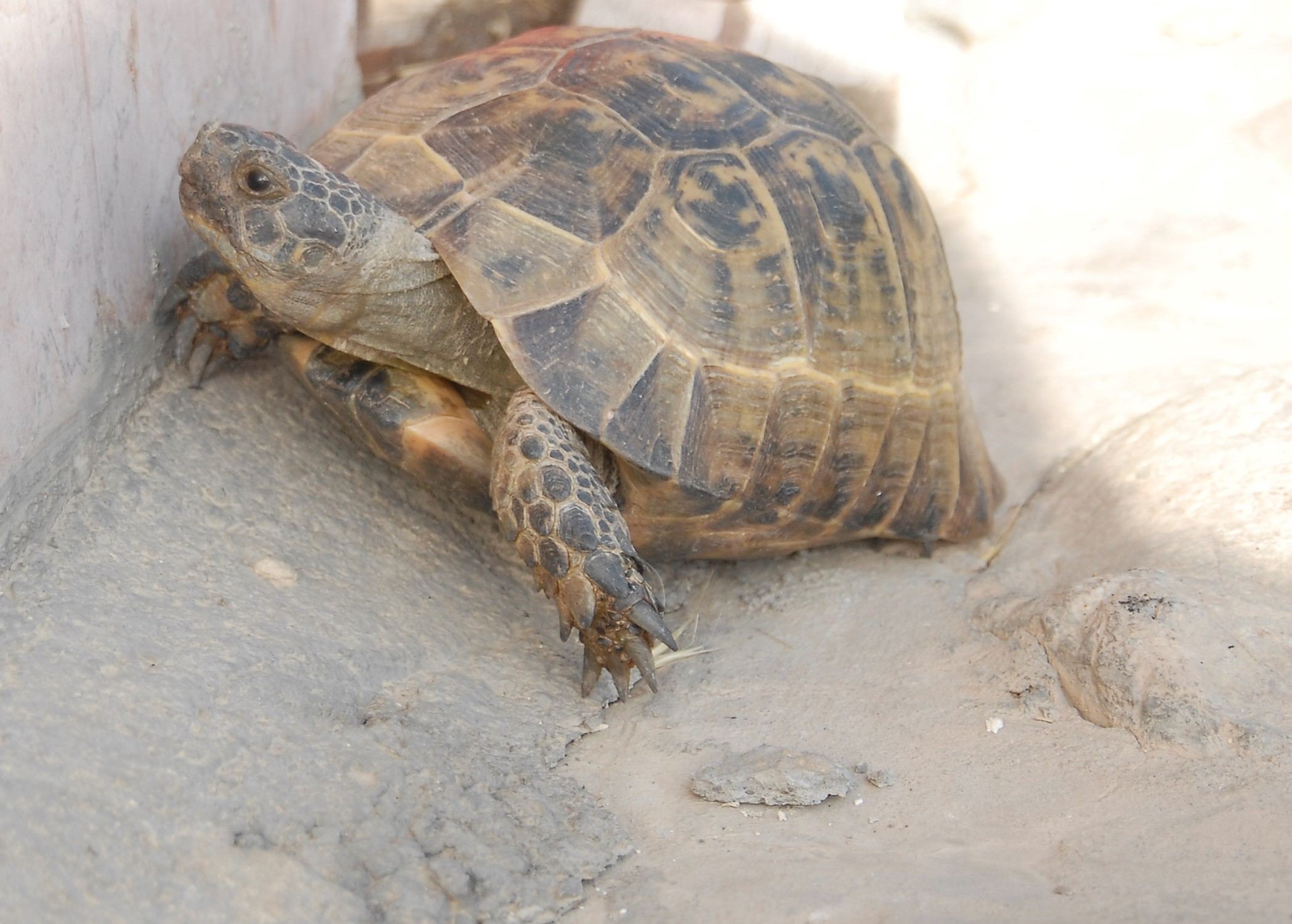
لاک پشت

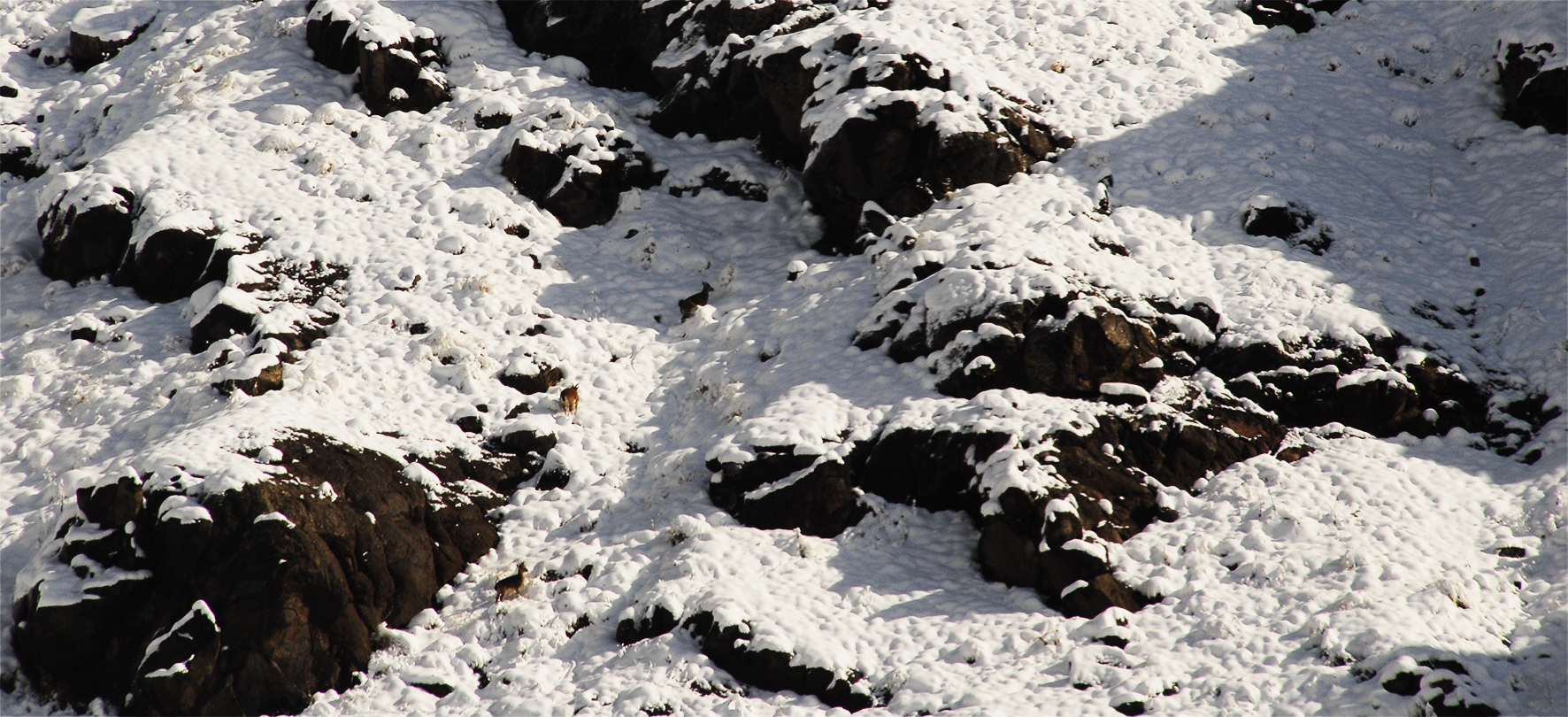
بز کوهی یا کل [kal] به دنبال غذا

## جمعیت
بر پایه سرشماری سال  ۱۳۸۵ جمعیت آن ۱٢٧ نفر ( ٣٩ خانوار) بوده‌است.

### گویش
طالقانی ها به دو  گویش مازندرانی و تاتی سخن می گویند. به عقیده برخی از صاحبنظران ، گویش مردم طالقان به دو دسته مازندرانی و تاتی تقسیم می شود. روستاهایی که بین جوستان و کوه های کندوان قرار گرفته اند به لهجه مازندرانی سخن می گویند. از جوستان به غرب و در تمام آبادی‌ها پایین طالقان میان طالقان و کنارود به تاتی طالقانی گویش می‌شود.
پیوند طالقان با فرهنگ طبری را می‎توان در گاه‌شماری طالقان جست که پیشینه این گاه‎شماری به زمان ساسانیان بازمی‎گردد.

### مشکلات اجتماعی
در سال‌های پسین مردم بسیاری برای بازدید روستا می‌آیند که شوربختانه بی‎توجهی به محیط زیست و آلودگی منطقه تفریحی آبشار و چشمه‎ها، پارک کردن خودروها در معابر تنگ روستا به ویژه در تابستان، زندگی را در روزهای آخر هفته برای مردم بومی بسیار دشوار ساخته‌است.

## مشاهیر
- محمد نعیمای طالقانی (؟-1160 ق) فرزند مولی محمد تقی طالقانی (عرفی)، از بزرگ ترین دانشمندان و فلاسفه و متکلمان و فقیهان سده دوازدهم هجری است. ملا نعیما در اصفهان به جهت قدر و منزلت والای علمی و شرافت و نجابت خانوادگی،از جانب سلطان صفوی به ریاست کتابخانه سلطنتی منصوب شده و شاه صفوی (شاه سلطان حسین) به او ارادت و عنایت کامل داشته است. نعیما می بایستی در میانه مدت شش ماهه محاصره افغان ها، از شهر اصفهان گریخته باشد. او ابتدا مدتی در قم اقامت می کند و کتاب ارزشمند خود اصل الاصول را در این مدت می نویسد. او در مقدمه کتاب هجوم افغان ها را به اصفهان  چنین گزارش می دهد: "زمانی، تالیف این کتاب را از من خواستند که لشکریان افغان، اصفهان و اطراف آن را ویران و بیش تر مردم و به خصوص نزدیکان مرا نابود ساخته بودند و من، خودم به قم مهاجرت کرده و غربت گزیده و سخت پریشان خاطرم."
ملا نعیما سپس به موطن خود کرکبود بازمی‌گردد و بیست و پنج سال پایانی عمر خود را در آنجا می گذراند.
برخی از تالیفات او :
1- اصل الاصول: آقا نعیما این کتاب را در مباحث وجود و توحید ذات و برخی مباحث عرفانی تالیف کرده است. نسخه های متعددی از این کتاب موجود است.
تاریخ تالیف این کتاب سال 1135 ق یعنی پس از هجوم افغان ها به اصفهان وگریختن ایشان به شهر قم است که بنابه درخواست و پیشنهاد برخی از بزرگان قم درآن جا تدوین یافته است. این کتاب در سال 1357 در انتشارات انجمن حکمت و فلسفه وبراساس کار و تحقیق دو دانشجوی دوره فوق لیسانس الهیات دانشگاه مشهد و به راهنمایی و مقدمه و تعلیق استاد سید جلال الدین آشتیانی چاپ شده است.
2- العروه الوثقی فی امامه ائمه الهدی: این کتاب در مباحث کلامی و بسیار عمیق امامت تالیف شده است. نسخه اصلی این کتاب، که به خط خود مولف است، در کتابخانه موقوفه ملا محمد صالح برغانی در کربلا موجود است.
3- حدوث العالم: نسخه هایی از این اثر مهم که به صورت رساله ای موجز تدوین یافته، موجود است. آقا نعیما این کتاب را پس از عزیمت از قم و سکونت در طالقان به تاریخ 1136 ق تالیف کرده است.
4- منهج الرشاد فی اثبات معرفه المعاد: این کتاب ارزشمند و مفصل در مباحث کلامی و فلسفی بسیار عمیق و ژرف معاد تالیف شده است که نشانی از عمق اندیشه مولف آن است. نسخی از این کتاب موجود است.
5- الجبر و التفویض.
6- القضاء و القدر.
همان گونه که قبلا اشاره گردید، آثار این مرد بزرگ می بایست بیش از این ها باشد وگویا بسیاری از آن ها به جهت گذشت زمان از میان رفته. دور نیست که برخی از آن هاهم اکنون نیز موجود باشد، که برای یافتن آن ها نیازمند به تحقیق و تفحص بیش ترهستیم. کما این که حقیر نسخه ای در علوم غریبه، به خط خود آقا نعیما، نزد آقاشیخ اسماعیل بوذری طالقانی که به تازگی درگذشت یافتم.
- جلال الدین علی ابوالفضل عنقا  (۱۳۳۳-۱۲۶۶ ق): ادیب، شاعر متخلص به «عنقاء» و مؤسس سلسله عرفانی اویسیه و بزرگ خاندان «عنقا» در قرن ۱۳ قمری است. مجموعه شعری «حقایق المناقب» در مدح اهل بیت (علیهم‌السلام) و «غنچۀ باز در شرح گلشن راز»، از جمله آثار اوست.
- عبدالله خان کریمی کرکبودی (1254- 1321) از مبارزان نامی طالقان که پس از شکست نهضت جنگل به کرکبود آمد. مدت‌ها تحت تعقیب بود و زندگی مخفیانه داشت. در شهرک فوت و در کرکبود به خاک سپرده شد. 
- حسن طالقانی (1264-1337) فرزند میرزا محمد تقی در کرکبود به دنیا آمد. عضویت در مجمع علمی نامه دانشوران؛ پس از فوت اعتضادالسطنه در دارالفنون مدرس ادبیات و امام جماعت شد. او پس از گرایش به بابیه از دارالتالیف برکنار و ناگزیر به مهاجرت به هندوستان و بمبئی و سپس فلسطین شد. در سال 1337 در تهران در گذشت و در بقعه امامزاده معصوم به حاک سپرده شد. آثار کمی به نظم و نثر از او باقی است.
-   محمد سعید کرکبودی (؟) فرزند محمد شریف؛ از خوشنویسان طالقان است. مدتی در عتبات و پس از آن در رشت می زیست. از او مجموعه زیبایی به تاریخ کتابت 1301-1304 (هنگام اقامت در گیلان) با تذهیب بسیار زیبا باقی است. او قرانی را در سال 1288 کتابت کرده‌است. 

## نام‌های خانوادگی
به ترتیب الفبا: بیگی، حاتمی، حق‌شناس، خوشنویس، رضوان‌طلب، زلال، سلطانیان، سلیمانی، طالقانی، قربانی، کتابچی، کریمایی، کریمی، محمودی، مختاری طالقانی، مسیبی، مصلحی، مصلحی جنابیان، مورعی، نعیمی، ورعی

## بازی‌ها= وازی ها [vāzi-ha]
بسیاری از بازی‎های محلی با کمترین وسایل شکل می‎گرفته‌است. در اینجا چند بازی که بسامد بیشتری داشته (و لزوما ویژه منطقه نیست) نام برده‎می‎شود: الک دلک [ælæk dolæk]، اسکی وازی، اسم فامیل، اتل متل توتوله، الاکلنگ، انگشتر وازی، تبکاچ [tæbkat͡ʃ]، تاپ تاپ سراغ (قایم باشک) ، تو سواری [teo sævari]، تیرکمان وازی، تیله وازی، جوز وازی [d͡ʒeoz vazi]، چشم بندی، دوز وازی، ریسمان وازی []، کین خیزک وازی، گل یا پوچ، گوشت بده کباب کنم، مچ اندازی، نقطه وازی، وسطی، یادم تو را فراموش و ... 

## گردشگری

### آثار فرهنگی-تاریخی

#### -امام‌زاده زید و ابراهیم:
برج مقبره‌ای در مرکز روستا است که متعلق به زید و ابراهیم است و گفته می‌شود از نوادگان امام موسی کاظم (ع) هستند. بنای مقبره از داخل هشت ضلعی نامنظم است. بر اساس شواهد و قیاس با بناهای مشابه در طالقان به نظر می‎رسد قدمت آن به سده‌های 9 یا 10 هجری بازگردد.

#### - امام‌زاده شاه محمد حنفیه، جوئری امامزاده [joari emāmzāde]:

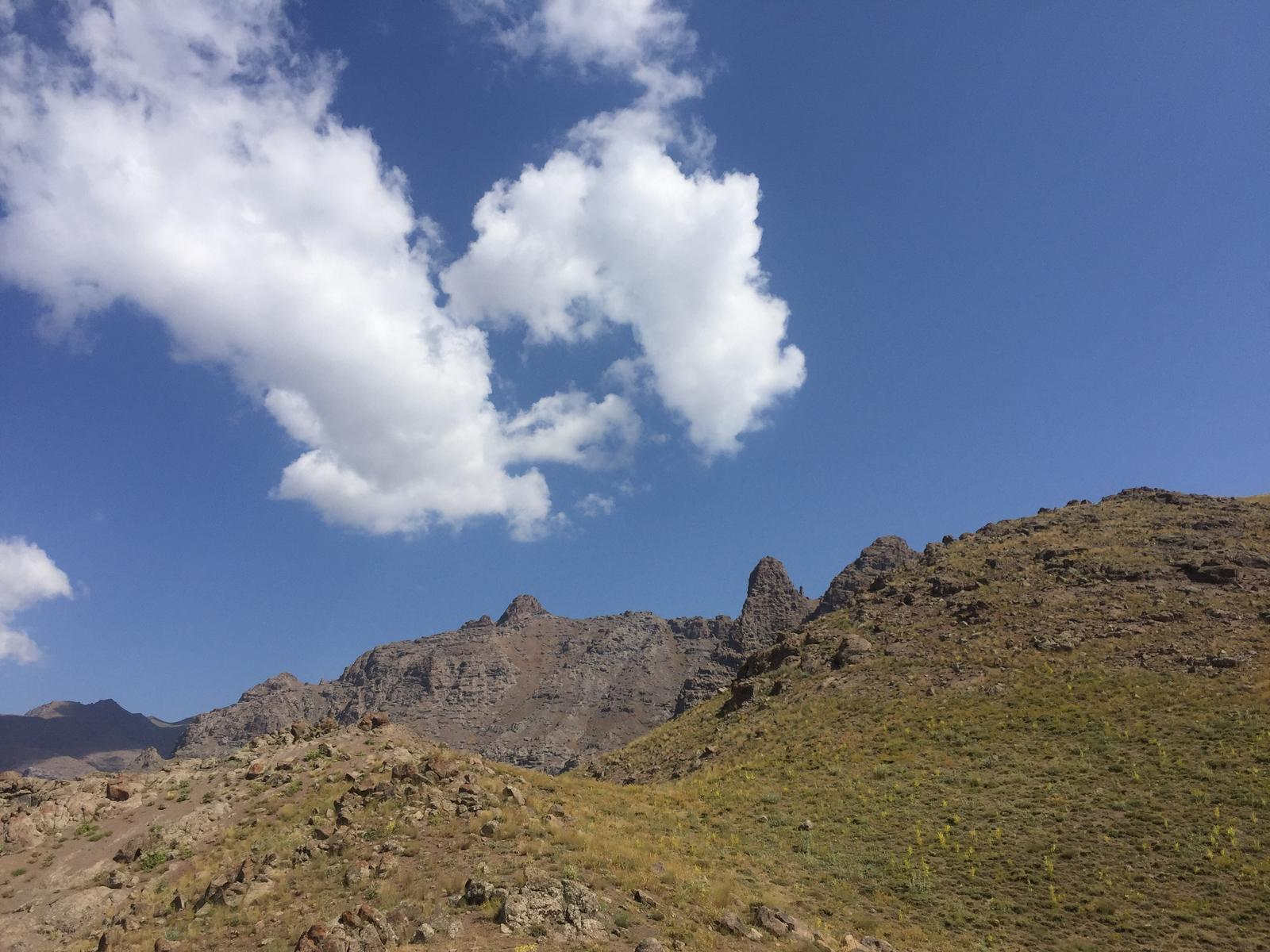
دورنمای میل‌ها و امامزاده

در بالاترین ارتفاعات شمال شرق روستا سه صخره سنگی کله قندی قرار دارد. بنایی ساده در میان دومیل بر فراز چکاد کوه عقیق قرار داشت که اکنون کاملا تخریب شده‌است. این بنا سقف کله‎قندی دو جداره‎ای داشت که سودجویان برای یافتن گنج کل بنا را ویران کردند. این امامزاده مورد احترام فراوان اهالی طالقان بود و برای زیارت از نقاط مختلف طالقان به آنجا می‎آمدند. 

شایان ذکر است ساختار بنا و کهن بودن منطقه این گمانه را تقویت می‌کند که بنا یک بنای مهری بوده‎است. همان گونه که نام چشمه "نیزه بزه جا" نیز اشاره ای به برآمدن خورشید و نمایان شدن تیغه‎های آن در مکان یاد شده می‎تواند باشد.

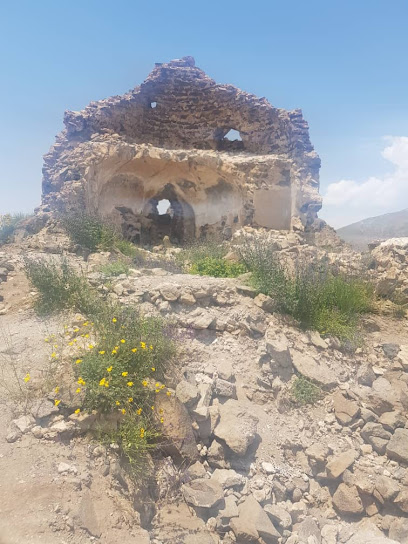
ساختمان نیمه ویران امامزاده بالا

#### - آرامگاهملا نعیمای طالقانی:
یک اتاق مربع شکل کوچکی است که بازسازی شده‌است. ملانعیما فیلسوف و کتابدار دربار سلطان حسین صفوی است که پس از تصرف اصفهان توسط محمود افغان، مغضوب شده به موطن خود کرکبود بازگشت. بر سنگ مزار او نوشته شده است:

"آرامگاه مغفور مبرور رضوان الله علیه جناب مستطاب العلام الفهام العالم الفاضل العادل آخوند ملا نعیما بن عرفی اعلی الله مقامه و رفع الله درجاته فی شهر شوال المکرم 1160 ".

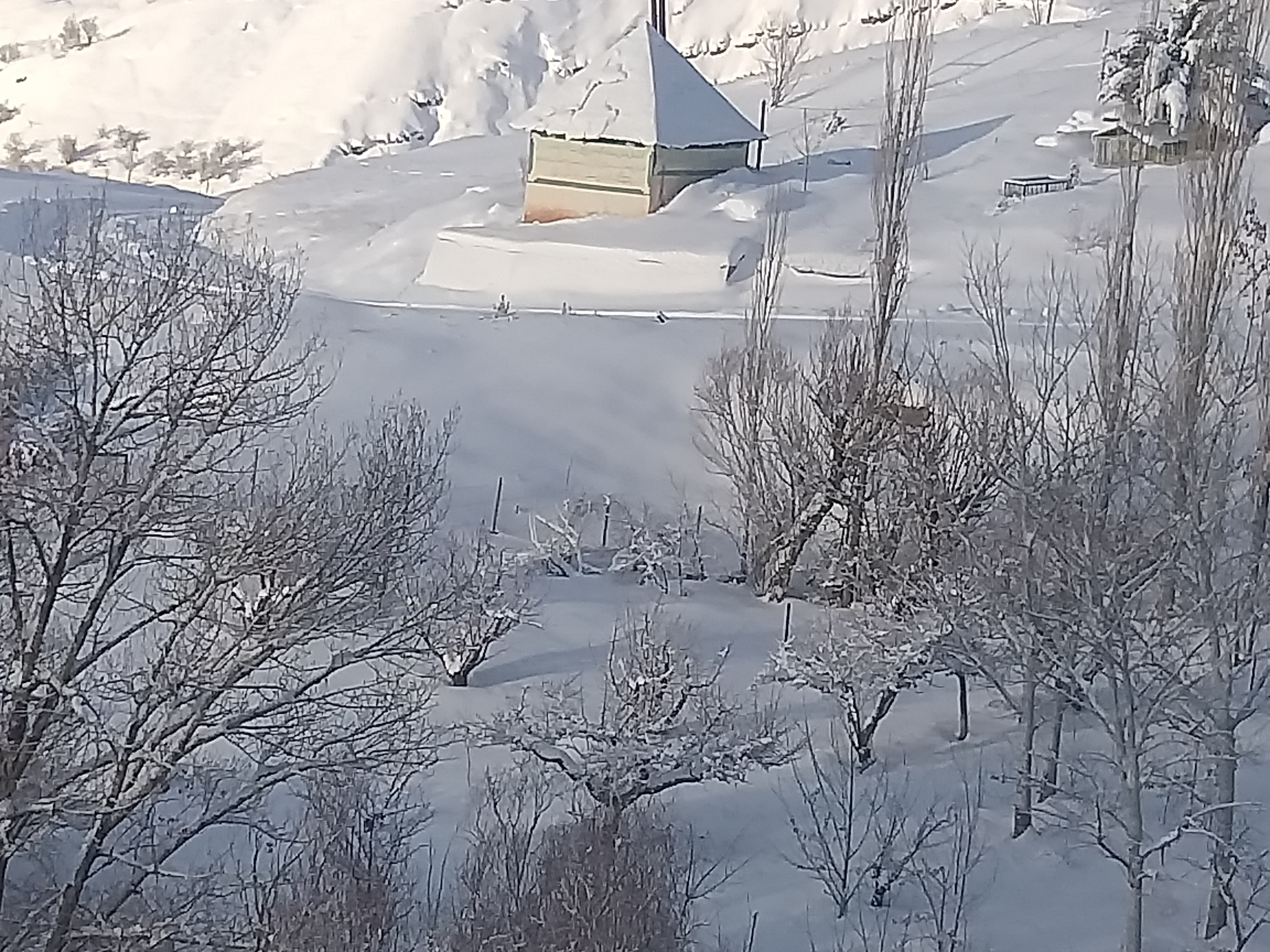
آرامگاه ملا نعیما

#### -گرمابهتاریخی
با قدمت حدودی اواسط دوره قاجار که تا چند سال پیش در مرکز روستا وجود داشت و اکنون به خرابه‌ای تبدیل شده‌است. ورودی گرمابه در جنوب غرب قرار داشت که با گردش به سمت چپ به رختکن می‌رسید. رختکن حمام دارای چهار طاق نما بود که یکی از آن‌ها ورودی و دیگری مسیر ورود به گرمخانه بوده و دوتای دیگر محل نشستن بود. از سمت راست ورودی به رختکن راهرویی به طول 5/1 متر وجود داشت که پس از چرخش به سمت چپ و طی راهرویی دیگر به طول سه متر به گرمخانه منتهی می‌شد. در سمت چپ گرمخانه و پشت رختکن خزینه حمام قرار داشت و راه ورودی به آن با نرده مسدود شده‌است. برخی از طاق‎های حمام نیم‌دایره و برخی نیز جناغی بوده‌است. کلیه سطوح داخلی حمام با سیمان سفید اندود شده‌ بود.

#### آبشار 'گُر' [gor] یا آبشار کرکبود: واقع در فاصله ۷۰۰ متری شمال روستا با ارتفاع حدودی ؟ متر.

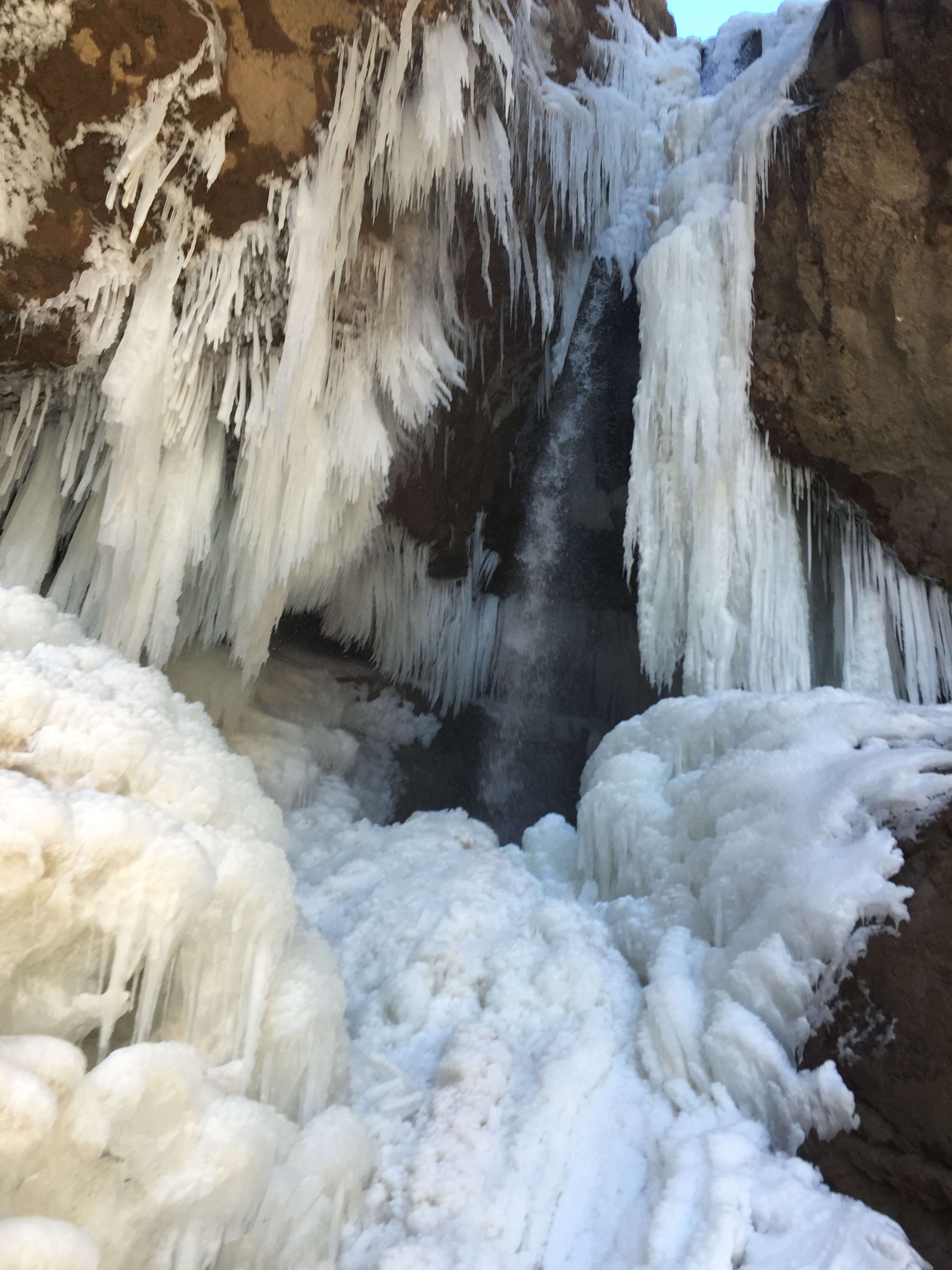
آبشار گر در زمستان

### گردشگاه ها

#### چشمه‎ها:
- جوئر چشمه [d͡ʒo'r t͡ʃeʃme] یا چشمه بالا : در بخش شمال غربی روستا
- اِشکِس [eʃkes]: در بخش مرکزی روستا
- کرسیه [kærsiye]: در بخش ابتدایی روستا
- تراوزان [tærozān]: در بخش شمال روستا حدودا بر فراز کوه عقیق
- نیزه بزه جا [nize-bæze-jā]: در بخش شمال غربی روستا بر فراز ستیغ‎های سنگی کوه قرار دارد. با  پیگیری سالیان بسیار (از پیش از انقلاب تا دهه 60 خورشیدی) مرحوم قربانعلی محمودی، لوله کشی از این چشمه برای تامین آب آشامیدنی تصویب شد و پس از انقلاب با مشارکت مردم و جهاد کشاورزی این امر ممکن شد.  
‎

## نگارخانه

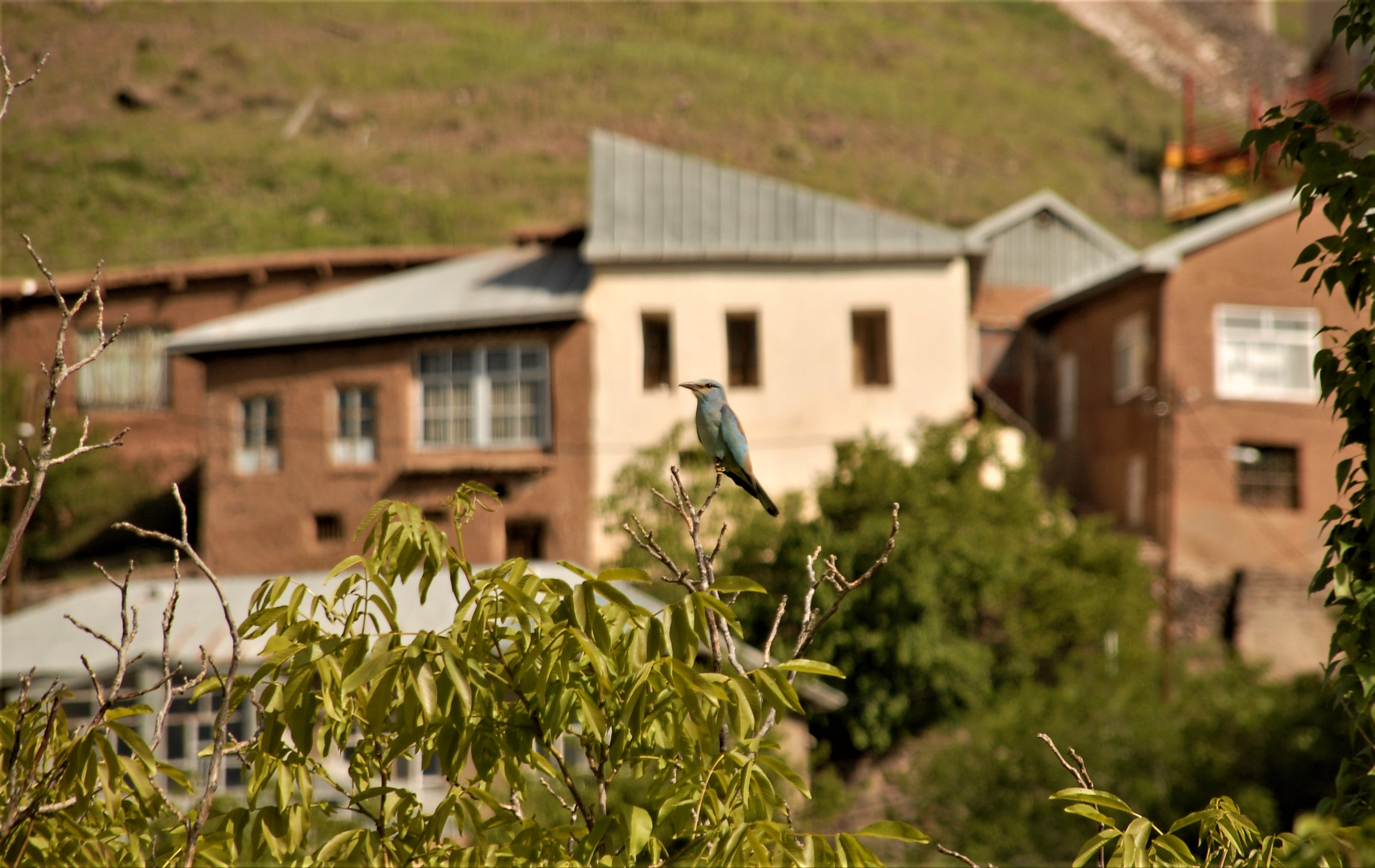
سبز قبا و نمایی از خانه‌های قدیمی روستا

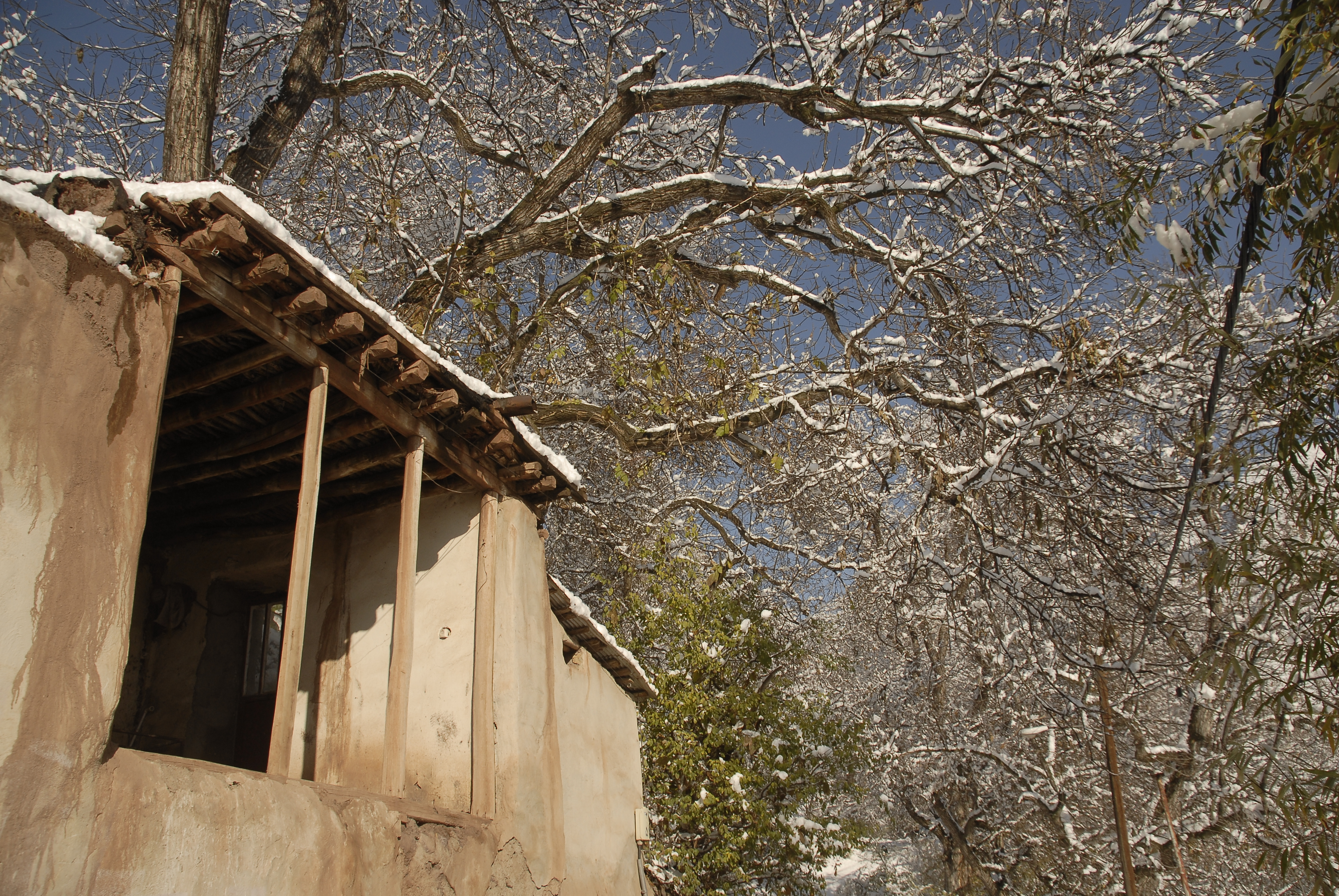
ایوان یک خانه روستایی

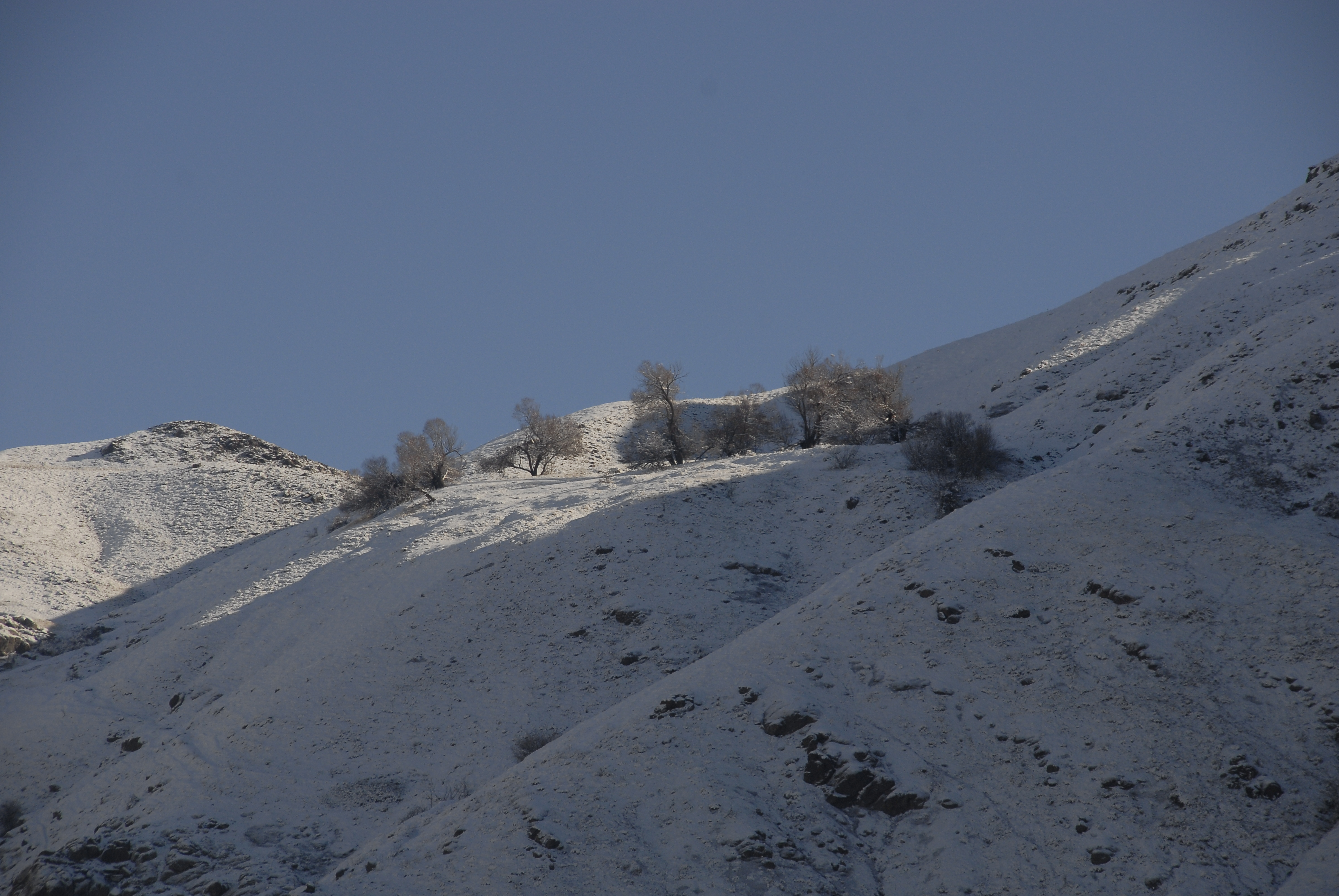
هفت درخت

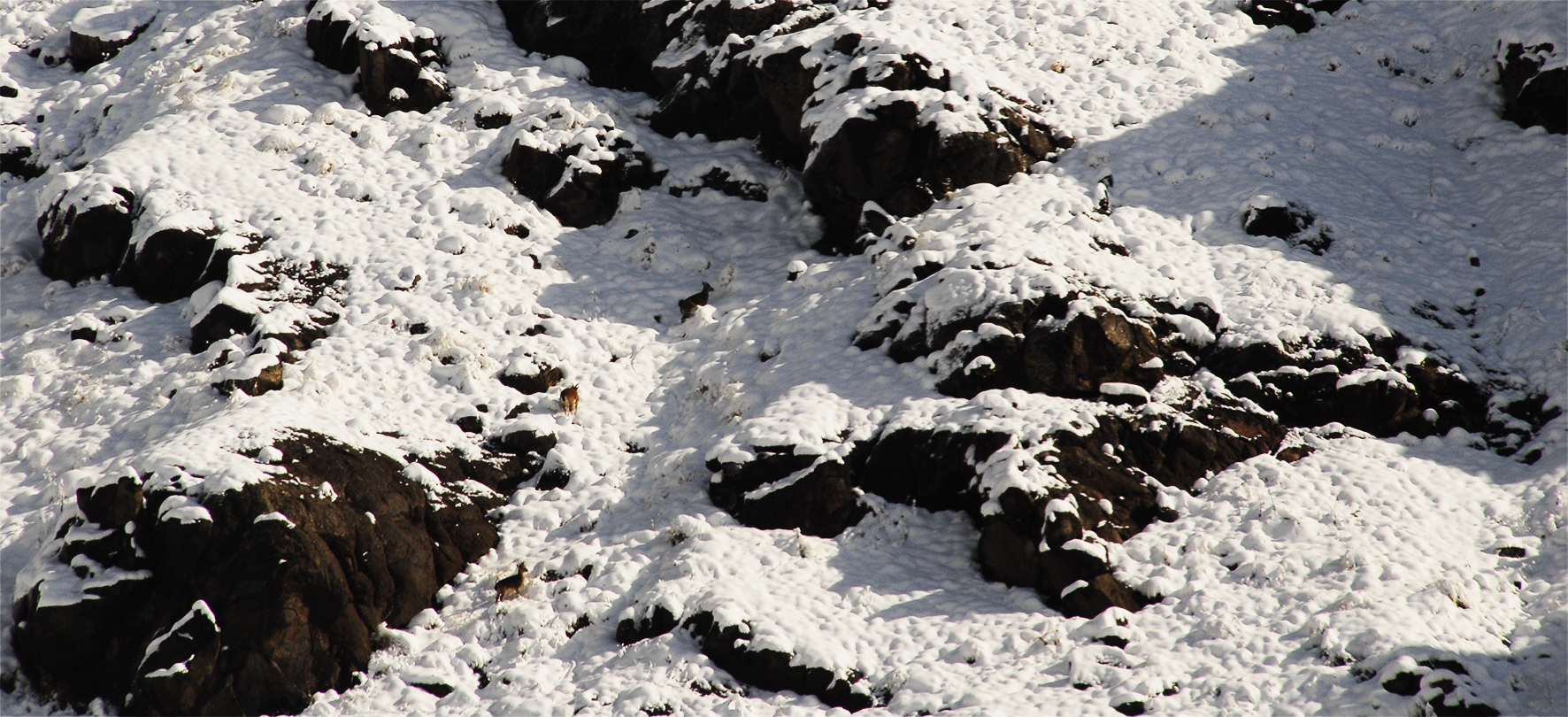
بز کوهی یا کل [kal] به دنبال غذا

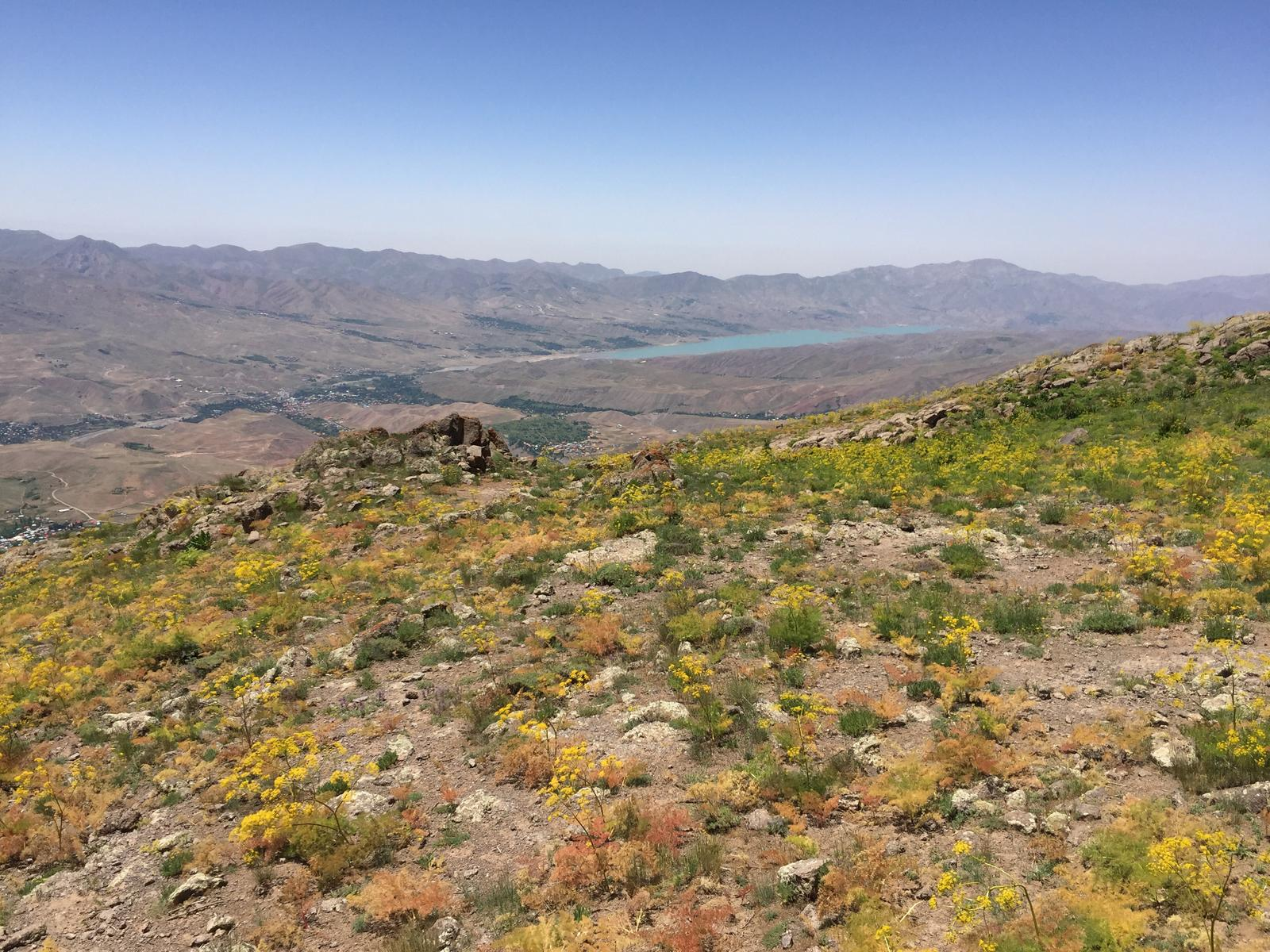
دورنمای سد از فراز چکاد سره [sare

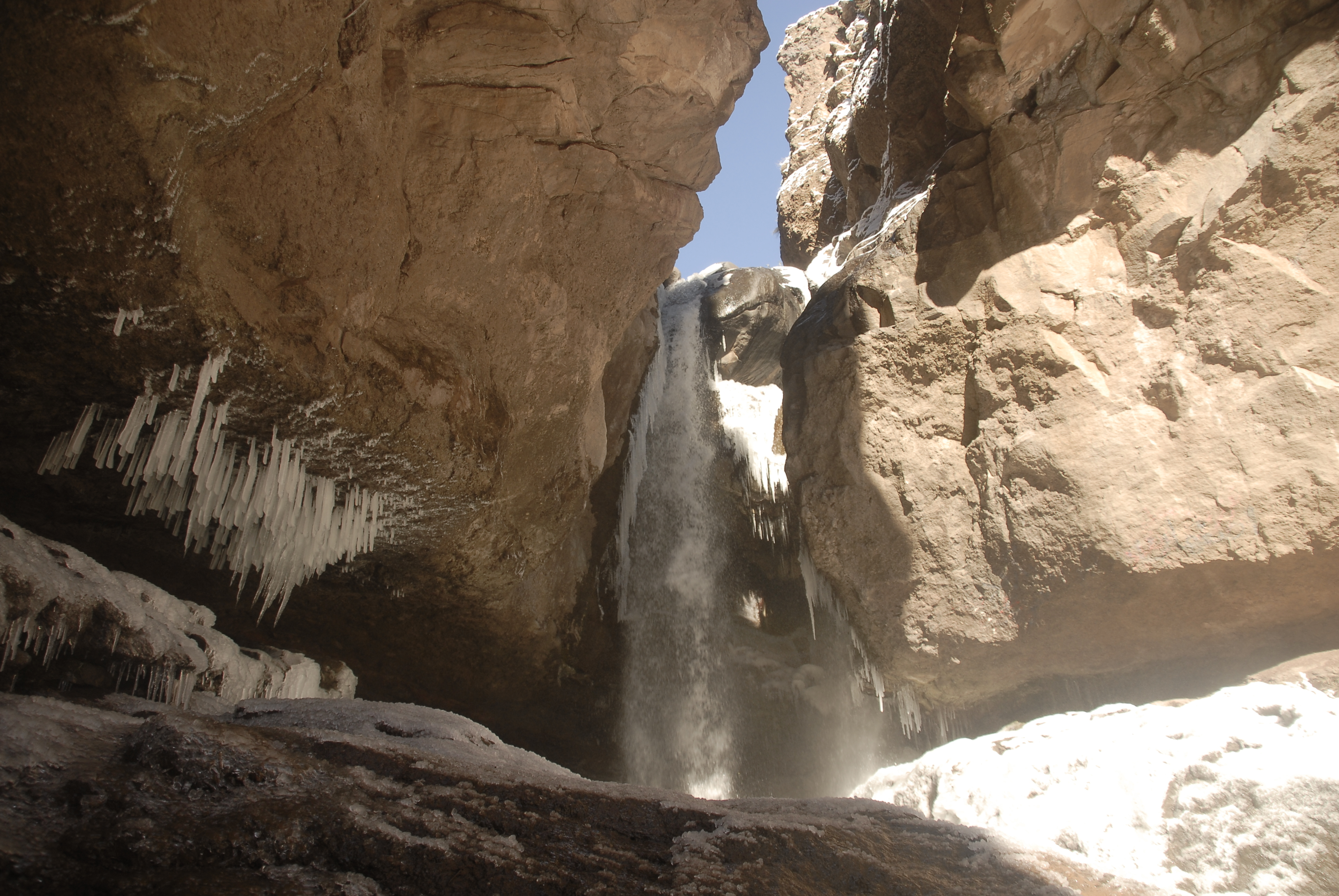
گر در زمستان

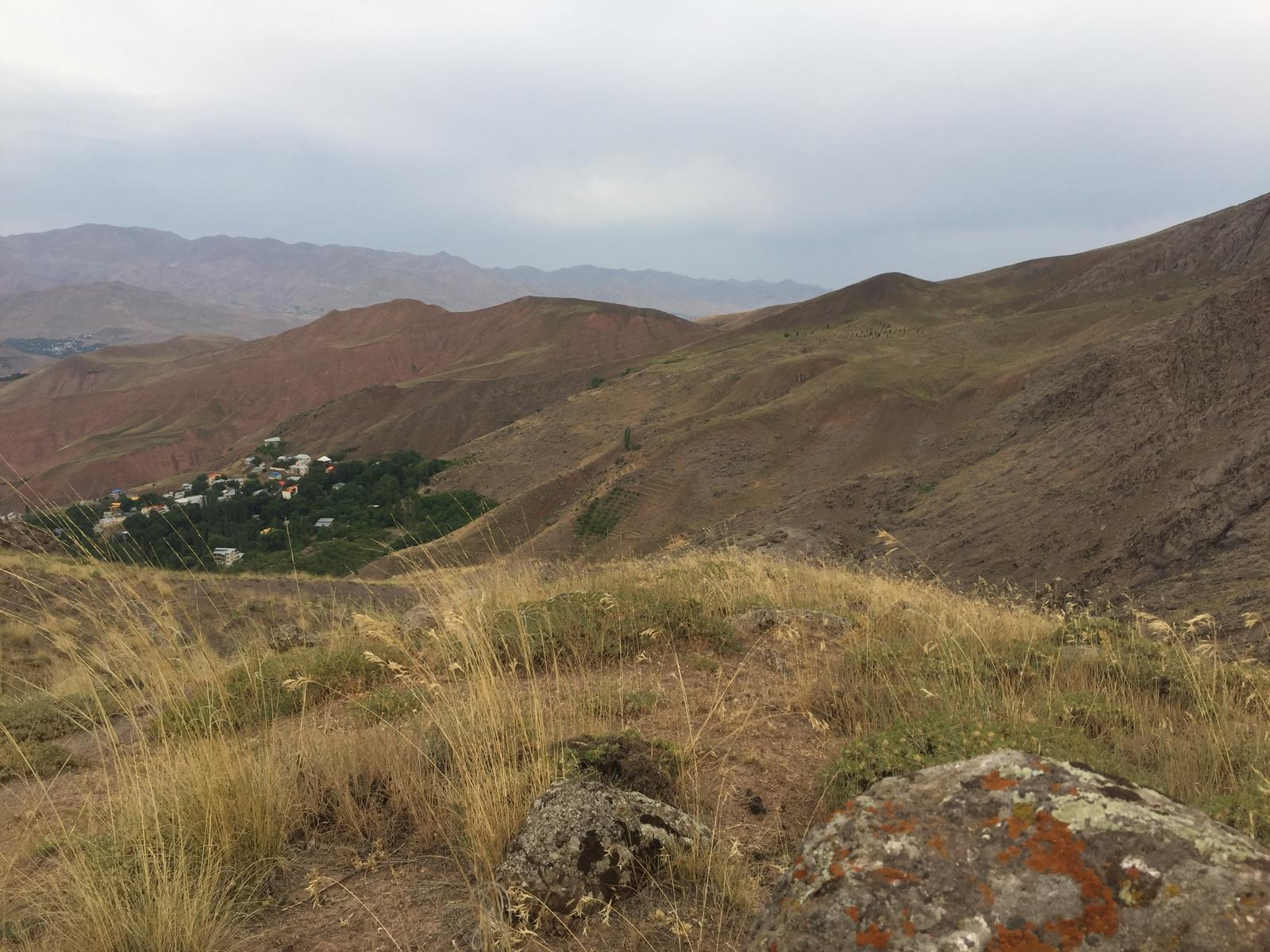
چشم‎انداز روستا از مسیر دو میل